# Tim Janssen
Tim Wilhelmus Janssen (født 6. marts 1986 i Eindhoven) er en hollandsk professionel fodboldspiller, der i tre sæsoner fra 2009 har spillet for den danske klub Esbjerg FB. Fra 2011  til 2014 spillede han for FC Midtjylland.
Han har spillet 5 kampe for det hollandske U-21-landshold.